# Cirolana grumula
Cirolana grumula är en kräftdjursart som beskrevs av Bruce 1994. Cirolana grumula ingår i släktet Cirolana och familjen Cirolanidae. Inga underarter finns listade i Catalogue of Life.